# Frédéric Antonetti
Frédéric Antonetti (Venzolasca, 19 agosto 1961) è un allenatore di calcio ed ex calciatore francese, di ruolo centrocampista.

## Carriera

### Allenatore

#### Saint-Étienne
Nell'ottobre 2001 Antonetti viene assunto dal Saint-Étienne per sostituire Alain Michel, esonerato con la squadra al 18º posto in Division 2. Il suo arrivo è seguito a breve distanza da quello di Christian Villanova, con cui Antonetti aveva già lavorato al Bastia, come responsabile del settore giovanile. Antonetti riesce a risollevare le sorti del club, assicurandone la salvezza per due anni di fila.
Nel 2004 guida il Saint-Étienne alla vittoria del campionato di Ligue 2 e raggiunge anche la semifinale di Coupe de la Ligue. Malgrado gli ottimi risultati ottenuti, la direzione sportiva del club (Antonetti, Villanova e il presidente Thomas Schmider) entra in contrasto con i principali azionisti del Saint-Étienne (guidati da Bernard Caïazzo) riguardo alle modalità di gestione della società: questo porta in estate al licenziamento di Villanova, a cui seguono per protesta le dimissioni di Antonetti e del presidente Schmider.

#### Nizza
Il 25 maggio 2005 il Nizza annuncia Antonetti come nuovo allenatore. Nonostante i problemi economici della squadra, che costringono il tecnico a lavorare con budget e rosa limitati, Antonetti riesce comunque a garantire la permanenza del club in Ligue 1 per quattro stagioni consecutive, ottenendo al primo anno l'8º posto (miglior risultato del Nizza negli ultimi 20 anni) e la finale, poi persa contro il Nancy, nella Coppa di Lega. Dopo una seconda stagione complessa, con la squadra che si salva agli ultimi turni, nelle due stagioni seguenti Antonetti sfiora la qualificazione per la Coppa UEFA. Al termine della quarta stagione con i rossoneri, il tecnico esprime la volontà di lasciare la squadra, rescindendo il suo contratto.

#### Rennes
Il 2 giugno 2009 Antonetti viene nominato allenatore del Rennes in sostituzione di Guy Lacombe. Con lui alla guida, il Rennes conclude il campionato al 9º posto, dopo essere stato vicino per parte della stagione alla qualificazione in UEFA Europa League.
La stagione seguente si rivela migliore: la squadra si trova al 3º posto dopo la prima parte di stagione, per poi concludere al 6º, qualificandosi per l'Europa League 2011-2012. Visti i risultati, la società decide dunque di rinnovare il contratto di Antonetti fino al 2013.
L'anno dopo, il Rennes si ritrova dunque col doppio impegno Francia-Europa. Mentre in Europa League la squadra è eliminata alla fase a gironi, in ambito nazionale raggiunge nuovamente il 6º posto in Ligue 1 (perdendo all'ultimo l'accesso all'Europa League garantito dal 5º posto), mentre in Coppa di Francia è eliminata in semifinale.
La stagione 2012-2013 è l'ultima di Antonetti alla guida del Rennes. In campionato la squadra soffre più del previsto, concludendo al 13º posto, ma in Coppa di Lega il Rennes riesce a raggiungere la finale, la terza della carriera di Antonetti, venendo però sconfitto per 1-0 dal Saint-Étienne. Al termine di questa stagione deludente, Antonetti annuncia l'intenzione di non rinnovare il contratto in scadenza, lasciando il Rennes dopo 4 anni.

#### Lilla
Il 22 novembre 2015 Antonetti diventa allenatore del Lilla in sostituzione dell'esonerato Hervé Renard. Con lui in panchina, il Lilla si risolleva in classifica, concludendo il campionato al 5º posto e raggiungendo per la prima volta la finale (poi persa) di Coupe de la Ligue.
La stagione successiva è invece negativa per il Lilla, con la squadra subito eliminata al terzo turno preliminare di Europa League ed incapace di ripetere le prestazioni della stagione precedente. Alla luce dei risultati negativi, Antonetti viene esonerato il 22 novembre 2016, ad un anno esatto dal suo arrivo al Lilla.

#### Metz
Il 24 maggio 2018 il Metz, retrocesso in Ligue 2, annuncia che il nuovo allenatore per la stagione successiva sarà Antonetti, il quale firma un contratto triennale. Ad accompagnarlo ancora una volta è il suo storico vice, Jean-Marie De Zerbi.
Arrivato con l'obiettivo di riportare il Metz in Ligue 1 dopo una sola stagione, l'inizio di campionato per Antonetti si rivela ottimo, con la squadra che vince le prime sei partite di campionato raggiungendo la vetta solitaria della classifica. A partire da dicembre, con la squadra al primo posto al termine del girone di andata, Antonetti lascia momentaneamente la panchina del Metz a causa di problemi familiari, pur conservando l'incarico di allenatore. A sostituirlo sono il suo vice De Zerbi e il collaboratore tecnico Vincent Hognon. Antonetti non fa ritorno in panchina fino al termine del campionato, che vede il Metz promosso in Ligue 1. Per questa ragione, il 17 maggio 2019 Antonetti viene nominato team manager del Metz, lasciando il ruolo di allenatore della prima squadra allo stesso Hognon.
Il 12 ottobre 2020 il Metz annuncia il ritorno di Antonetti come primo allenatore. Grazie ai buoni risultati ottenuti, che proiettano il Metz all'8º posto all'inizio del girone di ritorno (in quello che è il miglior andamento del Metz dalla Division 1 1997-1998, in cui i granata divennero vicecampioni di Francia), il 18 febbraio 2021 la società annuncia il rinnovo del contratto di Antonetti fino al 2024. Nel girone di ritorno il Metz conferma inizialmente l'ottimo stato di forma, risalendo fino al 5º posto e giocandosi l'accesso all'Europa, ma negli ultimi  10 turni di campionato i granata subiscono una flessione che li porta ad assestarsi a metà classifica. Il Metz chiude quindi al 10º posto il campionato di Ligue 1, ottenendo comunque il suo miglior risultato in massima divisione negli ultimi 22 anni.
Nonostante la conferma di buona parte della rosa, il campionato 2021-2022 si rivela fin da subito disastroso per il Metz: i granata impiegano infatti 8 turni per vincere la loro prima partita e chiudono il girone di andata al 18º posto. Malgrado i tentativi di correre ai ripari durante il mercato invernale, il Metz non riesce a risollevare la propria classifica, inanellando una serie di 14 partite senza successo. La situazione è aggravata anche da una certa indisciplina sia in campo (i granata sono la squadra con più espulsioni in Ligue 1) che fuori, con Antonetti che a febbraio viene squalificato per 7 partite (più 3 di sospensione) dopo il match col Lille a causa di un accesso scontro con un dirigente rivale. Tutto ciò costa al Metz - nonostante le due vittorie consecutive sul finale di stagione - la retrocessione in Ligue 2 dopo 3 anni in massima serie. A seguito di ciò, il 9 giugno 2022 Antonetti lascia ufficialmente la panchina granata.

## Statistiche

### Statistiche da allenatore
Statistiche aggiornate al 7 marzo 2025. In grassetto le competizioni vinte.
| Stagione             | Squadra              | Campionato           | Campionato | Campionato | Campionato | Campionato | Coppe nazionali | Coppe nazionali | Coppe nazionali | Coppe nazionali | Coppe nazionali | Coppe continentali | Coppe continentali | Coppe continentali | Coppe continentali | Coppe continentali | Altre coppe | Altre coppe | Altre coppe | Altre coppe | Altre coppe | Totale | Totale | Totale | Totale | % Vittorie | Piazzamento |
| Stagione             | Squadra              | Comp                 | G          | V          | N          | P          | Comp            | G               | V               | N               | P               | Comp               | G                  | V                  | N                  | P                  | Comp        | G           | V           | N           | P           | G      | V      | N      | P      | % Vittorie | Piazzamento |
| -------------------- | -------------------- | -------------------- | ---------- | ---------- | ---------- | ---------- | --------------- | --------------- | --------------- | --------------- | --------------- | ------------------ | ------------------ | ------------------ | ------------------ | ------------------ | ----------- | ----------- | ----------- | ----------- | ----------- | ------ | ------ | ------ | ------ | ---------- | ----------- |
| ott. 1994-1995       | Bastia               | D1                   | 27         | 8          | 9          | 10         | CF+CdL          | 3+5             | 1+4             | 1+0             | 1+1             | -                  | -                  | -                  | -                  | -                  | -           | -           | -           | -           | -           | 35     | 13     | 10     | 12     | 37,14      | Sub. 15º    |
| 1995-1996            | Bastia               | D1                   | 38         | 12         | 8          | 18         | CF+CdL          | 1+1             | 0+0             | 0+0             | 1+1             | -                  | -                  | -                  | -                  | -                  | -           | -           | -           | -           | -           | 40     | 12     | 8      | 20     | 30,00      | 15º         |
| 1996-1997            | Bastia               | D1                   | 38         | 17         | 10         | 11         | CF+CdL          | 2+1             | 0+0             | 1+0             | 1+1             | -                  | -                  | -                  | -                  | -                  | -           | -           | -           | -           | -           | 41     | 17     | 11     | 13     | 41,46      | 8º          |
| 1997-1998            | Bastia               | D1                   | 34         | 13         | 11         | 10         | CF+CdL          | 2+1             | 1+0             | 0+0             | 1+1             | Int.+CU            | 7+4                | 4+2                | 2+1                | 1+1                | -           | -           | -           | -           | -           | 48     | 20     | 14     | 14     | 41,67      | 9º          |
| giu.-dic. 1998       | Gamba Osaka          | J1                   | 22         | 8          | 0          | 14         | CI+CJL          | 1+4             | 0+2             | 0+0             | 1+2             | -                  | -                  | -                  | -                  | -                  | -           | -           | -           | -           | -           | 27     | 10     | 0      | 17     | 37,04      | Sub. 15º    |
| gen.-giu. 1999       | Gamba Osaka          | J1                   | 15         | 6          | 0          | 9          | CI+CJL          | 1+2             | 0+1             | 0+0             | 1+1             | -                  | -                  | -                  | -                  | -                  | -           | -           | -           | -           | -           | 18     | 7      | 0      | 11     | 38,89      | Eson.       |
| Totale Gamba Osaka   | Totale Gamba Osaka   | Totale Gamba Osaka   | 37         | 14         | 0          | 23         |                 | 8               | 3               | 0               | 5               |                    | -                  | -                  | -                  | -                  |             | -           | -           | -           | -           | 45     | 17     | 0      | 28     | 37,78      |             |
| 1999-2000            | Bastia               | D1                   | 34         | 11         | 12         | 11         | CF+CdL          | 1+4             | 0+3             | 0+0             | 1+1             | -                  | -                  | -                  | -                  | -                  | -           | -           | -           | -           | -           | 39     | 14     | 12     | 13     | 35,90      | 10º         |
| 2000-2001            | Bastia               | D1                   | 34         | 13         | 6          | 15         | CF+CdL          | 3+2             | 2+1             | 0+0             | 1+1             | -                  | -                  | -                  | -                  | -                  | -           | -           | -           | -           | -           | 39     | 16     | 6      | 17     | 41,03      | 8º          |
| Totale Bastia        | Totale Bastia        | Totale Bastia        | 205        | 74         | 56         | 75         |                 | 26              | 12              | 2               | 12              |                    | 11                 | 6                  | 3                  | 2                  |             | -           | -           | -           | -           | 242    | 92     | 61     | 89     | 38,02      |             |
| ott. 2001-2002       | Saint-Étienne        | D2                   | 27         | 10         | 7          | 10         | CF+CdL          | 1+1             | 0+0             | 0+0             | 1+1             | -                  | -                  | -                  | -                  | -                  | -           | -           | -           | -           | -           | 29     | 10     | 7      | 12     | 34,48      | Sub. 13º    |
| 2002-2003            | Saint-Étienne        | L2                   | 38         | 12         | 15         | 11         | CF+CdL          | 1+4             | 0+3             | 0+0             | 1+1             | -                  | -                  | -                  | -                  | -                  | -           | -           | -           | -           | -           | 43     | 15     | 15     | 13     | 34,88      | 9º          |
| 2003-2004            | Saint-Étienne        | L2                   | 38         | 22         | 7          | 9          | CF+CdL          | 1+5             | 0+4             | 0+0             | 1+1             | -                  | -                  | -                  | -                  | -                  | -           | -           | -           | -           | -           | 44     | 26     | 7      | 11     | 59,09      | 1º (prom.)  |
| Totale Saint-Étienne | Totale Saint-Étienne | Totale Saint-Étienne | 103        | 44         | 29         | 30         |                 | 13              | 7               | 0               | 6               |                    | -                  | -                  | -                  | -                  |             | -           | -           | -           | -           | 116    | 51     | 29     | 36     | 43,97      |             |
| 2005-2006            | Nizza                | L1                   | 38         | 16         | 10         | 12         | CF+CdL          | 1+5             | 0+4             | 0+0             | 1+1             | -                  | -                  | -                  | -                  | -                  | -           | -           | -           | -           | -           | 44     | 20     | 10     | 14     | 45,45      | 8º          |
| 2006-2007            | Nizza                | L1                   | 38         | 9          | 16         | 13         | CF+CdL          | 2+1             | 1+0             | 0+0             | 1+1             | -                  | -                  | -                  | -                  | -                  | -           | -           | -           | -           | -           | 41     | 10     | 16     | 15     | 24,39      | 16º         |
| 2007-2008            | Nizza                | L1                   | 38         | 13         | 16         | 9          | CF+CdL          | 2+2             | 1+1             | 0+0             | 1+1             | -                  | -                  | -                  | -                  | -                  | -           | -           | -           | -           | -           | 42     | 15     | 16     | 11     | 35,71      | 8º          |
| 2008-2009            | Nizza                | L1                   | 38         | 13         | 11         | 14         | CF+CdL          | 2+4             | 1+3             | 0+0             | 1+1             | -                  | -                  | -                  | -                  | -                  | -           | -           | -           | -           | -           | 44     | 17     | 11     | 16     | 38,64      | 9º          |
| Totale Nizza         | Totale Nizza         | Totale Nizza         | 152        | 51         | 53         | 48         |                 | 19              | 11              | 0               | 8               |                    | -                  | -                  | -                  | -                  |             | -           | -           | -           | -           | 171    | 62     | 53     | 56     | 36,26      |             |
| 2009-2010            | Rennes               | L1                   | 38         | 14         | 11         | 13         | CF+CdL          | 3+2             | 2+1             | 0+0             | 1+1             | -                  | -                  | -                  | -                  | -                  | -           | -           | -           | -           | -           | 43     | 17     | 11     | 15     | 39,53      | 9º          |
| 2010-2011            | Rennes               | L1                   | 38         | 15         | 11         | 12         | CF+CdL          | 3+1             | 2+0             | 0+0             | 1+1             | -                  | -                  | -                  | -                  | -                  | -           | -           | -           | -           | -           | 42     | 17     | 11     | 14     | 40,48      | 6º          |
| 2011-2012            | Rennes               | L1                   | 38         | 17         | 9          | 12         | CF+CdL          | 5+1             | 4+0             | 0+0             | 1+1             | UEL                | 10                 | 4                  | 3                  | 3                  | -           | -           | -           | -           | -           | 54     | 25     | 12     | 17     | 46,30      | 6º          |
| 2012-2013            | Rennes               | L1                   | 38         | 13         | 7          | 18         | CF+CdL          | 1+5             | 0+4             | 0+0             | 1+1             | -                  | -                  | -                  | -                  | -                  | -           | -           | -           | -           | -           | 44     | 17     | 7      | 20     | 38,64      | 13º         |
| Totale Rennes        | Totale Rennes        | Totale Rennes        | 152        | 59         | 38         | 55         |                 | 21              | 13              | 0               | 8               |                    | 10                 | 4                  | 3                  | 3                  |             | -           | -           | -           | -           | 183    | 76     | 41     | 66     | 41,53      |             |
| nov. 2015-2016       | Lilla                | L1                   | 24         | 13         | 7          | 4          | CF+CdL          | 2+4             | 1+3             | 0+0             | 1+1             | -                  | -                  | -                  | -                  | -                  | -           | -           | -           | -           | -           | 30     | 17     | 7      | 6      | 56,67      | Sub. 5º     |
| ago.-nov. 2016       | Lilla                | L1                   | 13         | 3          | 1          | 9          | CF+CdL          | -               | -               | -               | -               | UEL                | 2                  | 0                  | 1                  | 1                  | -           | -           | -           | -           | -           | 15     | 3      | 2      | 10     | 20,00      | Eson.       |
| Totale Lilla         | Totale Lilla         | Totale Lilla         | 37         | 16         | 8          | 13         |                 | 6               | 4               | 0               | 2               |                    | 2                  | 0                  | 1                  | 1                  |             | -           | -           | -           | -           | 45     | 20     | 9      | 16     | 44,44      |             |
| 2018-2019            | Metz                 | L2                   | 38         | 24         | 9          | 5          | CF+CdL          | 5+3             | 3+1             | 1+1             | 1+1             | -                  | -                  | -                  | -                  | -                  | -           | -           | -           | -           | -           | 46     | 28     | 11     | 7      | 60,87      | 1º (prom.)  |
| ott. 2020-2021       | Metz                 | L1                   | 32         | 10         | 10         | 12         | CF              | 3               | 2               | 1               | 0               | -                  | -                  | -                  | -                  | -                  | -           | -           | -           | -           | -           | 35     | 12     | 11     | 12     | 34,29      | Sub. 10º    |
| 2021-2022            | Metz                 | L1                   | 38         | 6          | 13         | 19         | CF              | 1               | 0               | 1               | 0               | -                  | -                  | -                  | -                  | -                  | -           | -           | -           | -           | -           | 39     | 6      | 14     | 19     | 15,38      | 18° (retr.) |
| Totale Metz          | Totale Metz          | Totale Metz          | 108        | 40         | 32         | 36         |                 | 12              | 6               | 4               | 2               |                    | -                  | -                  | -                  | -                  |             | -           | -           | -           | -           | 120    | 46     | 36     | 38     | 38,33      |             |
| feb.-giu. 2023       | Strasburgo           | L1                   | 15         | 6          | 4          | 5          | CF              | -               | -               | -               | -               | -                  | -                  | -                  | -                  | -                  | -           | -           | -           | -           | -           | 15     | 6      | 4      | 5      | 40,00      | Sub. 15º    |
| Totale carriera      | Totale carriera      | Totale carriera      | 807        | 303        | 219        | 285        |                 | 105             | 56              | 6               | 43              |                    | 23                 | 10                 | 7                  | 6                  |             | -           | -           | -           | -           | 935    | 369    | 232    | 334    | 39,47      |             |

## Palmarès

### Allenatore

#### Competizioni nazionali
- Ligue 2: 2

Saint-Étienne: 2003-2004
Metz: 2018-2019

#### Competizioni internazionali
- Coppa Intertoto UEFA: 1

Bastia: 1997